# Gobio lozanoi
Gobio lozanoi — риба з роду пічкурів, родини пічкурових. Зустрічається на Піренеях у басейнах річок Ебро і Бідасоа, а також у Франції у річці Адур. Прісноводна демерсальна риба до 11,9 см завдовжки.